# Barwon Highway
 (décembre 2024).
Si vous disposez d'ouvrages ou d'articles de référence ou si vous connaissez des sites web de qualité traitant du thème abordé ici, merci de compléter l'article en donnant les références utiles à sa vérifiabilité et en les liant à la section « Notes et références ».

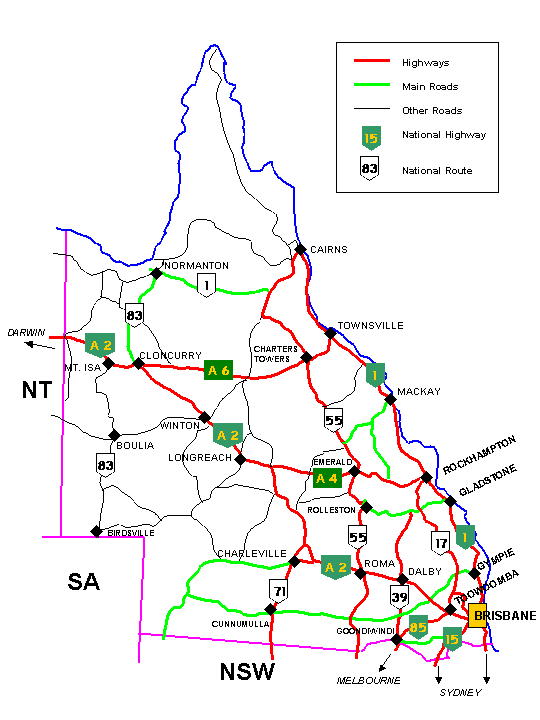

La Barwon Highway est une route de direction est-ouest longue de 168 km située dans l'État du Queensland en Australie. Elle prolonge la Leichhardt Highway à quelques kilomètres au nord de Goondiwindi et se dirige vers l'ouest pendant un peu moins de 200 kilomètres jusqu'à ce qu'elle atteigne la Carnarvon Highway à Nindigully, à 44 kilomètres au sud de St George, où elle se termine. Elle se prolonge au nord-est de Goondiwindi sous le nom de Gore Highway.
Elle porte le nom de la rivière Barwon, qui suit un trajet de même direction générale que la route, mais plus au sud, là où elle forme la frontière entre le Queensland et la Nouvelle-Galles du Sud.
Elle fait partie de la State Route 85, qui s'étend sur plus de 570 km de Bribie Island à Nindigully, Elle double la Brisbane Valley Highway (la route nationale 17) à partir de la D'Aguilar Highway jusqu'à Esk, la New England Highway (State Route A3) de Hampton à Toowoomba, la Gore Highway (route nationale A39 - anciennement 85) de Toowoomba à la Leichhardt Highway, et les 19 derniers km du tronçon au sud de Leichhardt (aussi de la Route nationale A39) jusqu'à Goondiwindi. 